# لورانتینو
لورانتینو (به پرتغالی: Laurentino) یک منطقهٔ مسکونی در برزیل است که در سانتا کاتارینا واقع شده‌است. لورانتینو ۷۹٫۳۳۳ کیلومتر مربع مساحت و ۷٬۰۶۳ نفر جمعیت دارد.